# 夏商周：从神话到史实
《夏商周：從神話到史實》是台灣歷史學者郭靜云教授的代表作之一。全書共分上、中、下三編，分別為“多元文明與集權之濫觴”、“政權承前啟後：殷周王室的關係”和“商周文獻中歷史觀念形成脈絡考”，對為何要辯證看待傳世文獻中有關夏商記載的理據作出說明。該書被入选為“2013年度中國影響力圖書”之5种文史类提名书目以及第二届世纪出版奖正式奖。

## 基本觀點
該書作者認為，傳世文獻雖然並非憑空而來，但它們有自己特殊的內在價值觀點和政治目的，因此與客觀的史實頗有落差。也就是說，這些文獻記錄雖非完全憑空而來，但同時亦無法代表客觀事實，而僅是表達出所謂政治上“正統”的概念。這樣的正統概念源自周，成形於漢。這種三代繼替的一元史觀最符合漢帝國“天下一統”意識形態。所以，三代研究必須跨越並突破秦漢之際因思想正統化而造成的知識與思想鴻溝，努力還原和重建三代歷史與文化的某些關鍵方面。在這一類研究中，特別是殷商以前的歷史研究中，我們需要儘量避開文獻所內隱的意識形態偏見和時代陷阱，重新思考這些描述背後的歷史關係。與二手的傳世文獻相比，考古材料作為一手史料，具有更大的潛力，應該牢記以考古材料為主證，傳世文獻僅為旁證和輔證的做法
。
中國原生農耕文明的發祥地在長江流域，這是稻作文化的故鄉，中、下、上游均為不同文明與早期國家的發源地，但在長江中游最早形成了國家大文明。該地區自舊石器晚期以來，至新石器時代，其文化發展一脈相承至青銅時代早期；一直致力於發展稻作農業生活方式，在屈家嶺、石家河時期相繼進入銅石並用時代和青銅時代，出現了以雲夢大澤和江、漢、澧諸水為樞紐的連城邦國和交換貿易網絡，從而開啟了東亞最早的文明化進程，其情形與兩河流域的蘇美爾非常相似，年代亦相同。我們習慣性以為文獻所敘述的歷史傳說，都在黃河流域發生，但仔細閱讀，文獻的故事反而不能在黃河地帶發生，而屈家嶺、石家河文明面貌相當符合堯舜和夏王國的傳說和歷史階段，此乃屈原在描述其祖國楚的歷史中的堯舜時代和夏王朝。考古研究成果表明：天門石家河城勢力大，應該就是夏王國的都城。到了距今3800年左右發生過國家結構的演變：幾個大城的神權中心變弱，包括石家河作中央的勢力也衰落，而位處其東鄰並更靠近漢口和銅礦山的地區，出現更大的中央集權政體，這可能就是以盤龍城為代表。考古資料所反映的天門石家河沒落而武漢盤龍城升起，或許正是湯克夏故事中所隱藏的“現實”，即盤龍城文化或為傳世歷史神話中所載湯商王朝的歷史階段。
湯商的核心位置在江漢地帶，但其所代表的文化和影響力的北界到達鄭州、洛陽，所以二裡頭、鄭偃也屬該文化的脈絡，後者是先楚文明的北界城邦，而非一般所認為的“中央”。
盤龍城文化時期，西北地區，黃河上、中游文化的國家化程度最低，雖然有本地的青銅文化，但因族群的流動率高或其它因素，直至殷商末期和西周時，其影響力和權威才成為主流。東北夏家店下層文化是另一系青銅文明，以發展戰爭技術為主要行業。西北、東北族群都經常來中原掠奪，殷商建都前最關鍵的戰線是在黃河南遊。鄭偃城邦因此成為非常重要的邊界區，也是南北貿易、行軍路線常常經過之處；它們作為南方農作區抵抗北方族群的前線而具有戰略意義，也因此而獲得長江中游的資源。
直至距今3,400年以後，掌握馬車技術的北方族群來到殷墟建都，大約又再過了幾十到百年，南下打敗盤龍城而自立為“商”，並逐步將“湯商”的故事與自己的家譜合併，以此強調“殷宗”政權的正統性，以及對於本土政權的傳承（換言之，所謂“商”文明，應分為湯商或謂“楚商”、“南商”，和殷商，這是兩個來源不同的朝代）。自此，原本存在于江漢流域的古老文明，淹沒於後世文獻之中。殷商王族佔領中原的歷史，相當於加喜特人佔據巴比倫、喜克索斯人佔據古埃及，有其共同的世界史背景。
殷商在各地文明的基礎上，以多元及整體化的上古帝國文明面貌出現，形成了一個新制度的集權大國，開啟新的歷史階段，並為此後一體中國的形成奠定基礎。這個同樣自稱為“商”的政權，統一了系統化的祭禮結構，又結合了各地信仰、文化。殷商時期，雖然很多地區仍保留其獨特的文化及信仰，但上古帝國的上層文化呈現出廣泛的一致性以及深刻的同化程度，在極為寬廣的地域、跨國家的文化中，我們都可以發現，同類的禮器、相近的祭禮方式等等。即使殷商周圍的國家，也深受其影響，而成為將來跨國多元文化間彼此同化的基礎。。
郭静云認為，過去中國國學大師王國維認為“中國政治與文化之變革，莫劇于殷、周之際”，但今天考古與甲骨金文研究的資料皆顯示，中國政治與文化之變革，莫劇于殷商建國。西周早期政治與文化傳承自殷商。歷史由勝利者寫，傳世文獻來自西周晚期以來官方筆錄者，所以「表達北方勝利者如何希望後裔看他們的偉大歷史，而不是遵照史實」。在西亞地區，如果沒有足夠的蘇美爾和巴比倫本身的文獻，我們會以為蘇美爾、巴比倫的歷史都在北方赫梯發生，因為赫梯將蘇美爾、巴比倫的歷史寫成自己的。提出「我們終未被赫梯騙到，為何允許周人、漢帝國意識形態繼續使我們誤解？」這一問題，作者表示自然條件和一手考古資料顯示：洛陽不可能是上古農耕文明的中央，早期歷史在長江流域發生，多元文化的集合發生于殷商，此後黃河南游才成為南北多類文明結合的中央。
作者還認為，中國文字的起源應該是在長江中游、江淮、江漢地區所發生的。其發生年代與西亞蘇美爾文字的起源期差不多相同。早期文字所記錄的語言應相當於長江中游族群的語言，可能會涉及先楚、先吳及淮南先民的語言。這些早期的先文字系統從一元發展起，在歷史互動中，也具有某程度互相學習、影響的關聯性。長江流域、江北等地的文字系統，從新石器晚期以來，並沒有遭到中斷。早期文字已出現在陶器上，但後來字數增多，可能開始在竹木上寫字。殷墟建都後有計劃地構成了國家禮儀的文字。其主要基礎是當時最發達的長江中游文明之文字，但是殷墟貴族的語言屬性與南方族群不同，因此南方的文字被配合、改造為殷商貴族的語文。殷商貴族依照南方構字的規律，另行造字，使文字更加豐富、系統化，以符合表達不同的語言，因此漢字才在這樣的基礎上，逐步發展成為跨語言的紀錄工具。
雖然中國文字的歷史源遠流長，但只到了西周晚期，中國文明才到了“認知自己”的歷史階段，而原來只有口傳的故事，並自此開始紀錄而形成歷史文獻。筆者從三個角度來探討中華文明的歷史觀念形成問題。一是商周文獻的類型、結構，以及其中“歷史記載”的痕跡；二是文獻中關於時間的記錄方式，以及“歷史時間”觀念的形成；三是商周史官任務的演化。

## 影響及宣傳

### 媒體報導
該書出版後即引起社會各界的廣泛關注，各媒體給予了較高關注：
《中國社會科學報》以“許宏VS郭靜云：爭議中華文明起源新論”（2014.7.14）為題推出專版討論本書，並將圍繞本書的討論列為2014年學術爭鳴大事件之一；
《文匯報》以“上古文明傳播並非“由北向南”？為題專欄討論本書
《湖北日報》以“新銳學者稱上古文明起源于長江，中華文明起源新論引發學界震盪”為題。
臺灣《聯合報》以“顛覆！中華文明起源不在黃河在長江”、“郭靜云改變上古史 學者有喊贊有搖頭”、“中華文明源于長江 郭靜云演講爆滿”等為題連發數篇報道。

### 學者評論
《夏商周：从神话到史实》出版後，也引起學界同行關注。
台灣歷史學家孙隆基說，“中国上古史研究急需新出发点，笔者望之已久，在郭著终见曙光。郭著以考古学为基，辅之以古文字学，比较历史学，用它们解开传世文献里暗藏“史实”之密码。她这部巨著达70万字，能质疑其中的考古学诠释者未必能动摇它在古文字学上的造诣，两项能力俱备者则未必能评量它的世界史视野”
湖南大學教授姜广辉认为，该书“观点虽大胆惊人，但并非异想天开，而是由一部在我看来严肃而又严谨的学术著作提出来的。……在近百年的中国历史研究中，我们的学术界一直缺乏这种以绵密的资料与大思维方法相结合的历史研究著作”
中國大陸歷史學者陈春声教授說，“《夏商周：从神话到史实》一书，展现了严谨的史学研究中思想的魅力与冲击力。这部著作超越中国学界以历史文献为出发点解释各种考古发现的思维习惯，达致考古材料与文字记录在真正平等的意义上，严谨而视野开阔地相互参证的境界，其背后所蕴含的方法论意义，是革命性的。学术思维方式这种革命性变革的价值，体现于作者所提出的关于中国上古史的一系列颠覆性结论之中。一旦接受了作者的观念和观点，包括中学历史教科书在内的关于中国历史的常识性描述，就必须重写。也正因为如此，这部思想深刻的著作必定引发一场影响深远的学术论争。在这样的意义上，几乎可以肯定，这将是一部会在学术史上留下痕迹的经典之作。”

### 宣傳活動
- 孙隆基教授演讲中国文明起源的一些问题——以评论《夏商周：从神话到史实》一书为本 （页面存档备份，存于）
- 台湾中正大学历史系教授，广州中山大学珠江学者讲座教授郭静云女士来我院作学术报告[永久]
- 中山大学博雅讲座第五十二讲-夏商周：从神话到史实
- 台湾中正大学郭静云教授应邀做客我院“嵩阳讲坛”[永久]
- 陕西师范大学集贤讲堂第八十八讲举行
- 夏商周：从神话到史实
- 浙大东方论坛第143讲——郭静云•夏商周：从神话到史实
- 明伦堂讲会第143期
- 郭靜云教授《夏商周：從神話到史實》新書發表會
- 郭静云教授讲述“夏商周：从神话到史实”
- 農作、青銅、馬車技術與多元文明結合的問題 （页面存档备份，存于）
- 2013中国影响力图书排行榜 （页面存档备份，存于）